# Nicole Drouin
Nicole Drouin (Forbach, 14 giugno 1928 – Neuilly-sur-Seine, 5 aprile 2010) è stata una modella francese, vincitrice del titolo di Miss St. Tropez 1950 e Miss Francia 1951.
L'elezione si svolse presso l'Hotel de la Plage di Marsiglia. Nicole Drouin, nata a Forbach, ma residente a Parigi, rappresenta Saint-Tropez al concorso di bellezza. In seguito la Drouin si classificò quinta a Miss Mondo 1952.